# Cosmosoma omphale
Cosmosoma omphale är en fjärilsart som beskrevs av Jacob Hübner 1823. Cosmosoma omphale ingår i släktet Cosmosoma och familjen björnspinnare. Inga underarter finns listade i Catalogue of Life.